# Magdeburg
Magdeburg  (donjonjemački: Meideborg) je glavni, iako ne i najveći, grad njemačke pokrajine Saska-Anhalt. Smješten je na obalama Labe (Elba) u istočnom dijelu Njemačke. 

## Povijest
Utemeljio ga je franački kralj Karlo Veliki 805. godine, a u srednjem vijeku bio je u rangu najznačajnijih europskih gradova, što potvrđuje činjenica da je u njemu stolovao Oton I., osnivač Svetog Rimskog Carstva. 
Za Magdeburg su vezani neki važni događaji europske povijesti, primjerice opsada grada tijekom tridesetgodišnjeg rata (1618. – 1648.), kad je katolička vojska poslije više neuspješnih pokušaja slomila otpor utvrđenih protestanata i nakon ulaska u grad masakrirala stanovništvo.
Slična nesreća pogodila je grad i u vrijeme Drugog svjetskog rata, kad su ga savezničke snage intenzivno bombardirale i porušile do temelja.
Od 1949. do 1990. bio je u sastavu Istočne Njemačke, a poslije rušenja Berlinskog zida, tj. nakon ujedinjenja Njemačke, proglašen je glavnim gradom savezne pokrajine Saska-Anhalt, osnovane 1947. godine, raspuštene 1952. i ponovno formirane 1990.

## Hrvati u Magdeburgu
U Magdeburgu je živio i djelovao istaknuti hrvatski teolog i pisac Matija Vlačić. Crkvena povijest (Ecclesiastica historia, Basel, 1559–1574), momumentalno djelo koje je ispisivao i uređivao, u literaturi je poznato i pod naslovom "Magdeburške centurije" (Centuriae Magdeburgenses).

## Gradovi prijatelji
- Sarajevo, Bosna i Hercegovina (od 1972.)
- Harbin, Kina
- Braunschweig, Njemačka
- Radom, Poljska
- Nashville, Tennessee SAD
- Zaporižžja, Ukrajina
- Le Havre, Francuska